# تيري بورتون
تيري بورتون (بالإنجليزية: Terry Burton)‏ (8 نوفمبر 1952 بكامدن تاون في المملكة المتحدة - ) هو مدرب كرة قدم ولاعب كرة قدم بريطاني في مركز الدفاع. لعب مع نادي أرسنال.

## وصلات خارجية
- تيري بورتون على موقع قاعدة بيانات كرة القدم.إي يو (الإنجليزية)
- تيري بورتون على موقع Soccerbase.com (مدرب) (الإنجليزية)